# دریاچه مالیبای
دریاچه مالیبای (قزاقی: Малыбай) یک دریاچه در استان پاولودار کشور قزاقستان است.